# عصر الخيال
عصر الخيال هو حقبة نظرية تتجاوز عصر المعلومات يصبح فيه الإبداع والخيال المنتِجان الأساسيان للقيمة الاقتصادية. هذا يتناقض مع عصر المعلومات الذي شكل فيه التحليل والتفكير الأنشطة الرئيسية. بحسب هذا المفهوم فأن التكنولوجيات مثل الواقع الافتراضي، المحتوى الذي ينتجه المستخدم، ويوتيوب ستغير طريقة تفاعل البشر مع بعضهم البعض، وكيف يخلقون البنى الاقتصادية والاجتماعية. مفهوم أساسي لتطوره هو صعود الواقع الافتراضي الغامرة، الفضاء الإلكتروني أو علم الميتا الذين سوف يرفعان من قيمة عمل الخيالي للمصممين والفنانين وصانعي الفيديو والممثلين مقابل التفكير العقلاني كأساس للثقافة والاقتصاد.

## أصول المصطلح
قُدم مصطلحا «عصر التخيل» و«عصر الخيال» لأول مرة في مقالة كتبها المصمم والكاتب تشارلي ماجي في عام 1993. يقترح مقاله «عصر الخيال: قريبًا إلى حضارة أكثر قربًا منك» فكرة أن أفضل طريقة لتقييم تطور الحضارة الإنسانية هي من خلال عدسة التواصل.
امتلكت أكثر المجموعات نجاحًا عبر تاريخ البشرية شيئًا واحدًا مشتركًا: عند مقارنتها بمنافسيها، امتلكت أفضل نظام تواصل. أفضل جهات اتصال، سواء أكانت قبيلة أو مدينة أو مملكة أو شركة أو أمة  (1) نسبة أكبر من الأشخاص الذين لديهم (2) إمكانية أكبر للوصول إلى (3) معلومات أعلى جودة، (4) وقدرة أكبر على تحويل تلك المعلومات إلى معرفة وعمل، (5) والمزيد من الحرية من أجل إيصال تلك المعرفة الجديدة إلى الأعضاء الآخرين في مجموعتهم.
ظهرت فكرة «عصر الخيال» باعتبارها فلسفة ثقافية واقتصادية للفنانة والكاتبة والفيلسوفة الثقافية ريتا جاي. كينغ في مقالها الصادر في نوفمبر 2007 عن المجلس الثقافي البريطاني «ظهور ثقافة عالمية جديدة في عصر الخيال» إذ بدأت باستخدام عبارة «نحو ثقافة عالمية جديدة واقتصاد في عصر الخيال». صقلت كينغ تطور تفكيرها في مقال في باريس عام 2008 بعنوان «رؤيتنا للثقافة المستدامة في عصر الخيال» التي ذكرت فيها:
أصبح المشاركون النشطون في عصر الخيال سفراء ثقافيون عبر تقديم غرباء افتراضيين للأعراف والأزياء والتقاليد والطقوس والمعتقدات غير المألوفة، التي تضفي طابعًا إنسانيًا على الثقافات الأجنبية، وتساهم في تعزيز شعور الانتماء إلى ثقافة الفرد وتعزز وجهة نظر مترابطة حول مشاركة الثروات لجميع النظم. التحول الثقافي هو عملية مستمرة، ويمكن أن يهدد تحديات تحديث الهوية، الأمر الذي يؤدي إلى الاضطرابات وفي النهاية -إذا تركت دون رادع- إلى صراع عنيف. في ظل هذه الظروف، من المغري فرض التجانس الذي يقوض الأنظمة المحددة للغاية التي تشمل اللمعان الكثيف للتجربة الإنسانية.
وسعت ريتا جاي. كينغ تفسيرها لمفهوم عصر الخيال من خلال مشاركاتها في مؤتمرات منصات أوريلي ميديا وتيد وكوسب وبزنس إنوفيشن. حررت كينغ أيضًا مدونة «عصر الخيال».
بعد ذلك، أصبح مصطلح عصر الخيال شائعًا في الخطاب التقني والثقافي من قبل كتاب آخرين، وعلماء المستقبل وخبراء تكنولوجيين، الذين نسبوا المصطلح إلى ريتا جاي. كينغ، بما في ذلك جيسون سيلفا وتيش شوت رائد الأعمال التكنولوجي وناشر «الحقيقة المدمجة» ومدونة التكنولوجيا الناشئة «أوغو تريد».
أمكن العثور على إشارات إلى عصر الخيال في وقت سابق تنسب إلى كارل أولسون في كتابه الذي صدر عام 2001 «ذا بوس إز ديد...: اختراقات القيادة لعصر الخيال» ذو الرقم المعياري  0-7596-1576-4، ومطور العالم الافتراضي هوارد ستيرنز في عام 2005 وكاثيليا روبنيت في عام 2007.

## النمو الاقتصادي للخيال
سيكون عصر الخيال مجتمعًا وثقافة يهيمن عليهما اقتصاد الخيال. تعتمد الفكرة على مفهوم ماركسي رئيس مفاده أن الثقافة هي بنية أساسية مشروطة بالهيكل الاقتصادي بالكامل. وفقًا للتفكير الماركسي، أصبحت بعض أنواع الثقافة والفن ممكنة بفضل تبني التكنولوجيا الزراعية. ثم مع ظهور الصناعة، أصبحت أشكال جديدة من التنظيمات السياسية (الديمقراطية، والعسكرية، والفاشية، والشيوعية) ممكنة إلى جانب أشكال جديدة من الثقافة (وسائل الإعلام، والصحف، والأفلام). أدت هذه الأمور إلى تغيير الناس. في حالة الصناعة، دُرب الناس على أن يصبحوا أكثر معرفة بالقراءة والكتابة، واتباع إجراءات الوقت، من أجل العيش في المجتمعات الحضرية.
يمتد مفهوم عصر الخيال هذا إلى نظام جديد ناشئ في الوقت الحاضر.
يعرّف بعض المفكرين اقتصاد الخيال بأنه اقتصاد يخلق فيه التفكير البديهي والإبداعي قيمة اقتصادية، بعد الاستعانة بمصادر خارجية للتفكير المنطقي والعقلاني في اقتصادات أخرى.
يقول مايكل كوكس كبير الاقتصاديين في البنك الاحتياطي الفيدرالي في دالاس إن الاتجاهات الاقتصادية تظهر تحولًا عن التوظيف في قطاع المعلومات ونمو الوظائف نحو الوظائف الإبداعية. وأشار إلى أخذ الوظائف في مجال النشر في الانخفاض بينما تتزايد وظائف المصممين والمهندسين المعماريين والممثلين والمديرين ومهندسي البرمجيات والمصورين. هذا التحول في خلق فرص العمل هو علامة على بداية عصر الخيال. شهد القرن الحادي والعشرين نموًا وانتشارًا للاعبين (الغيمرز) بالإضافة إلى نمو الوظائف الإعلامية التفاعلية.
يجادل كوكس بأنه يمكن النظر إلى المهارات على أنها «تسلسل هرمي للمواهب البشرية»، مع اعتبار الجهد البدني الخام أدنى شكل من أشكال خلق القيمة، فوق هذا العمل الماهر وإدخال المعلومات إلى التفكير الإبداعي والذكاء العاطفي. توفر كل طبقة قيمة أكبر من المهارات الموجودة أسفلها، ونتائج العولمة والأتمتة هي إتاحة العمل لمهارات عالية المستوى من أجل خلق قيمة أكبر. في الوقت الحاضر، تميل هذه المهارات إلى أن تكون حول الخيال والذكاء الاجتماعي والعاطفي.